# Asociación Deportivo Pasto
La Asociación Deportivo Pasto è una società calcistica colombiana, con sede a Pasto. Milita nella Categoría Primera A, la massima serie del calcio colombiano.

## Storia
Fondato il 12 ottobre 1949, il club ha disputato 12 stagioni nella massima serie, riuscendo nell'impresa di aggiudicarsi il titolo nazionale d'Apertura nel 2006. 
Ha disputato l'edizione 2007 della Coppa Libertadores, venendo eliminato nella fase a gironi con 6 sconfitte in 6 incontri disputati.

## Organico

### Rosa
Aggiornato al 4 giugno 2020
| N. |                     | Ruolo | Calciatore              |
| -- | ------------------- | ----- | ----------------------- |
| 1  | Colombia (bandiera) | P     | Diego Martínez          |
| 2  | Colombia (bandiera) | D     | Leonardo Aponte         |
| 3  | Colombia (bandiera) | D     | Jerson Malagón          |
| 4  | Colombia (bandiera) | D     | Mairon Quiñonez         |
| 5  | Colombia (bandiera) | D     | Danilo Arboleda         |
| 6  | Colombia (bandiera) | C     | Daniel Rojano           |
| 7  | Colombia (bandiera) | C     | Kevin Rendón            |
| 8  | Colombia (bandiera) | C     | Camilo Ayala (capitano) |
| 9  | Uruguay (bandiera)  | A     | Carlos Núñez            |
| 10 | Colombia (bandiera) | C     | Daniel Hernández        |
| 11 | Colombia (bandiera) | A     | Ray Vanegas             |
| 12 | Colombia (bandiera) | P     | Andrés Cabezas          |
| 13 | Colombia (bandiera) | A     | Sebastián Valenzuela    |
| 14 | Colombia (bandiera) | C     | Ederson Moreno          |

| N. |                      | Ruolo | Calciatore              |
| -- | -------------------- | ----- | ----------------------- |
| 17 | Colombia (bandiera)  | D     | Marvin Vallecilla       |
| 18 | Colombia (bandiera)  | C     | Julián Guevara          |
| 19 | Colombia (bandiera)  | C     | Edis Ibargüen           |
| 20 | Colombia (bandiera)  | A     | Jeison Medina           |
| 21 | Colombia (bandiera)  | A     | Carlos Daniel Hidalgo   |
| 22 | Colombia (bandiera)  | A     | Feiver Mercado          |
| 23 | Colombia (bandiera)  | D     | Cristian Tovar          |
| 26 | Colombia (bandiera)  | A     | Jhon Pajoy              |
| 27 | Colombia (bandiera)  | D     | Juan Guillermo Arboleda |
| 28 | Colombia (bandiera)  | C     | Francisco Rodríguez     |
| 30 | Colombia (bandiera)  | C     | César Quintero          |
| 31 | Colombia (bandiera)  | P     | Luis Delgado            |
| 32 | Argentina (bandiera) | C     | Cristián Álvarez        |
| 33 | Colombia (bandiera)  | P     | Carlos Mosquera         |

### Rosa 2016
| N. |                               | Ruolo | Calciatore                |
| -- | ----------------------------- | ----- | ------------------------- |
| 1  | Colombia (bandiera)           | P     | Nelson Ramos              |
| 2  | Colombia (bandiera)           | D     | Daniel Briceño            |
| 3  | Colombia (bandiera)           | C     | Michael Ordoñez           |
| 4  | Guinea Equatoriale (bandiera) | C     | Yoiver González           |
| 5  | Colombia (bandiera)           | D     | Camilo Ceballos           |
| 6  | Colombia (bandiera)           | C     | Bréiner Belalcázar        |
| 7  | Colombia (bandiera)           | A     | Oscar Briceño             |
| 8  | Colombia (bandiera)           | C     | John Varela               |
| 9  | Colombia (bandiera)           | A     | Harold Reina              |
| 10 | Colombia (bandiera)           | C     | Cleider Alzate (capitano) |
| 11 | Argentina (bandiera)          | A     | Nicolás Miracco           |
| 12 | Colombia (bandiera)           | P     | Luis Estacio              |
| 13 | Colombia (bandiera)           | C     | Freddy Machado            |
| 14 | Argentina (bandiera)          | A     | Cristian Molina           |

| N. |                      | Ruolo | Calciatore            |
| -- | -------------------- | ----- | --------------------- |
| 15 | Colombia (bandiera)  | C     | Julián Guillermo      |
| 16 | Colombia (bandiera)  | C     | Luis Mosquera         |
| 17 | Colombia (bandiera)  | D     | Ricardo Villarraga    |
| 18 | Colombia (bandiera)  | D     | Andrés Felipe Álvarez |
| 21 | Colombia (bandiera)  | D     | Harold Gomez          |
| 25 | Colombia (bandiera)  | D     | Yair Arrechea         |
| 19 | Colombia (bandiera)  | C     | José Leudo            |
| 20 | Argentina (bandiera) | A     | Leandro Velázquez     |
| 28 | Colombia (bandiera)  | D     | Francisco Córdoba     |
| 34 | Colombia (bandiera)  | P     | Víctor Cabezas        |
| 26 | Colombia (bandiera)  | D     | Mairon Quiñonez       |
| 29 | Colombia (bandiera)  | A     | Julio Quiñones        |
| 32 | Colombia (bandiera)  | C     | Álvaro Angulo         |

## Rosa 2009
| N. |                      | Ruolo | Calciatore              |
| -- | -------------------- | ----- | ----------------------- |
| 1  | Colombia (bandiera)  | P     | Julián Mesa             |
| 2  | Paraguay (bandiera)  | D     | Germán Centurión        |
| 4  | Colombia (bandiera)  | D     | Walden Vargas           |
| 5  | Colombia (bandiera)  | C     | Eder Ruales             |
| 7  | Colombia (bandiera)  | D     | John Alex Cano          |
| 8  | Colombia (bandiera)  | C     | Juan Fernando Rebolledo |
| 9  | Argentina (bandiera) | C     | Oscar Altamirano        |
| 10 | Colombia (bandiera)  | C     | Ferley Villamil         |
| 11 | Colombia (bandiera)  | C     | Omar Rodríguez          |
| 14 | Colombia (bandiera)  | C     | Alexander Del Castillo  |
| 16 | Colombia (bandiera)  | D     | Ormedis Madera          |
| 17 | Colombia (bandiera)  | D     | Luis Eduardo Lora       |
| 18 | Colombia (bandiera)  | A     | Jimmy Asprilla          |

| N. |                     | Ruolo | Calciatore               |
| -- | ------------------- | ----- | ------------------------ |
| 20 | Colombia (bandiera) | D     | Gilberto García          |
| 21 | Colombia (bandiera) | A     | Carlos Daniel Hidalgo    |
| 22 | Colombia (bandiera) | C     | Rene Rosero              |
| 23 | Colombia (bandiera) | A     | Juan Bazán               |
| 24 | Paraguay (bandiera) | C     | Hugo Pablo Centurión     |
| 27 | Colombia (bandiera) | C     | James Castro             |
| 31 | Colombia (bandiera) | D     | Andrés Mosquera          |
| 33 | Colombia (bandiera) | P     | Diego Alejandro Martínez |
| 58 | Colombia (bandiera) | P     | Miguél Solís             |
| -  | Colombia (bandiera) | C     | Juan Sebastian Villota   |
| -  | Colombia (bandiera) | D     | Tardelis Peña            |
| -  | Colombia (bandiera) | D     | Juan David Díaz          |
| -  | Colombia (bandiera) | D     | Edinson Quiñonez         |

## Allenatori
- Carlos Valencia (1996–97)
- Félix Valverde Quiñónez (1998–99)
- Jairo Enríquez (2000)
- Carlos Restrepo (2000)
- Félix Valverde Quiñónez (2000)
- Jairo Enríquez (2001)
- Hugo Castaño (2002)
- Néstor Otero (1 gen 2002 – 31 dic 2003)
- Miguel Augusto Prince (2003–04)
- Carlos Navarrete (2004)
- Jairo Enríquez (2004)
- Néstor Otero (1 gen 2005 – 31 dic 2005)
- Oscar Héctor Quintabani (2006)
- Santiago Escobar (1 lug 2006 – 31 dic 2006)

- Álvaro de Jesús Gómez (2007)
- Carlos Rendón (2007)
- Miguel Augusto Prince (2007–08)
- Jorge Bermúdez (2008)
- Bernardo Redín (2008–09)
- Jorge Luis Bernal (25 mar 2009 – 31 dic 2009)
- Hernán Darío Herrera (2010)
- Jorge Luis Bernal (2010)
- Flabio Torres (10 gen 2011 – 7 dic 2013)
- Jorge Luis Bernal (7 dic 2013 – 28 mag 2014)
- Wilson Gutierrez (29 mag 2014–1?)
- Oscar Héctor Quintabani (201?)
- Guillermo Berrío (2015–)

## Palmarès

### Competizioni nazionali
- Categoría Primera A: 1

2006-I
- Categoría Primera B: 2

1998, 2011

### Altri piazzamenti
- Campionato colombiano:

Secondo posto: 2002-II, 2012-I, 2019-I
- Copa Colombia:

Finalista: 2009, 2012
- Categoría Primera B:

Secondo posto: 2010
Terzo posto: 1996-1997